# Glyptothorax poonaensis
Glyptothorax poonaensis är en fiskart som beskrevs av Hora, 1938. Glyptothorax poonaensis ingår i släktet Glyptothorax och familjen Sisoridae. IUCN kategoriserar arten globalt som starkt hotad. Inga underarter finns listade i Catalogue of Life.